# Všichni, kdo mě mají rádi, pojedou vlakem
Všichni, kdo mě mají rádi, pojedou vlakem (ve francouzském originále Ceux qui m'aiment prendront le train) je francouzský film režiséra Patrice Chéreaua z roku 1998. Chéreau se kromě Césarem oceněné režie podílel i na scénáři. Hořce komediální melodrama se odehrává na poměrně krátkém časovém úseku dvoudenní cesty velmi různorodé skupiny lidí, kteří měli blízko k zesnulému malíři. Snímek měl světovou premiéru na Mezinárodním filmovém festivalu v Cannes dne 15. května 1998.
Film byl v Česku uváděn rovněž s jinými překlady názvu: Ti, kteří mě mají rádi, pojedou vlakem,
Ti, co mě mají rádi, pojedou vlakem 
nebo Kdo mne má rád, pojede vlakem.

## Obsazení
| Jean-Louis Trintignant | Lucien Emmerich / Jean-Baptiste Emmerich |
| Pascal Greggory        | François                                 |
| Valeria Bruni Tedeschi | Claire                                   |
| Charles Berling        | Jean-Marie                               |
| Bruno Todeschini       | Louis                                    |
| Sylvain Jacques        | Bruno                                    |
| Vincent Perez          | Viviane                                  |
| Roschdy Zem            | Thierry                                  |
| Dominique Blancová     | Catherine                                |
| Delphine Schiltz       | Elodie                                   |
| Nathan Kogen           | Sami                                     |
| Marie Daëms            | Lucie                                    |
| Chantal Neuwirth       | Geneviève                                |
| Thierry de Peretti     | Dominique                                |
| Olivier Gourmet        | Bernard                                  |
| Geneviève Brunet       | Marie-Rose                               |
| Didier Brice           | Cédric                                   |
| Guillaume Canet        | stopař                                   |

## Ocenění
Film proměnil tři z celkových 12 nominací na cenu César roku 1999, a to za nejlepší režii (Patrice Chéreau), kameru (Éric Gautier) a ženský herecký výkon ve vedlejší roli (Dominique Blanc). Nominován byl také v kategorii nejlepšího filmu, scénáře, herce v hlavní roli (Pascal Greggory), střihu, zvuku, dekorací (Sylvain Chauvelot a Richard Peduzzi) a dvakrát v kategorii nejlepšího mužského hereckého výkonu ve vedlejší roli (Vincent Perez a Jean-Louis Trintignant).

## Zajímavosti
V ČR byl uveden mimo jiné na Mezinárodním filmovém festivalu Karlovy Vary či v roce 2001 na přehlídce filmů s gay a lesbickou tematikou Duha nad Brnem.